# Corvo-marinho-de-magalhães
O corvo-marinho-de-magalhães (Leucocarbo magellanicus) é uma ave pertencente à família Phalacrocoracidae.